# Elisabeth Hepple
Elisabeth Hepple (* 7. Juli 1959) ist eine ehemalige australische Radrennfahrerin.
1987 belegte Elisabeth Hepple den 15. Platz bei der Tour de France féminin. Im Jahr darauf wurde sie bei diesem Rennen Dritte und beim Giro d’Italia Femminile Zweite. Bei den Olympischen Spielen 1988 in Seoul wurde sie 22. im Straßenrennen.